# Alexis Machuca
Alexis Maximiliano Machuca (Rosario, 10 maggio 1990) è un ex calciatore argentino, di ruolo difensore.